# Podbrđe (Kotor-Varoš)
Podbrđe (szerbül: Подбрђе), falu Bosznia-Hercegovinában, a Bosanska Krajina keleti részén, Kotor-Varoš községben, a Szerb Köztársaságban. 

## Fekvése
A település Bosznia-Hercegovina északi részén, Banja Lukától légvonalban 17, közúton 26 km-re délkeletre, községközpontjától légvonalban és közúton 5 km-re északra, a Vrbanja jobb partján, 240-477 méteres magasságban található. Itt halad át a Banja Lukát Dobojjal és Tuzlával összekötő M4-es autóút.

## Népessége
| Nemzetiségi csoport | Népesség 1991 | Népesség 2013 |
| ------------------- | ------------- | ------------- |
| Szerb               | 24            | 99            |
| Bosnyák             | 0             | 0             |
| Horvát              | 745           | 163           |
| Jugoszláv           | 0             | 0             |
| Egyéb               | 6             | 1             |
| Összesen            | 775           | 263           |

## Története
A Vrbanja mellett előkerült római építőanyag maradványok és pénzleletek tanúsága szerint itt már az ókorban is település állt, melynek középkori folytatásáról a közvetlenül mellette talált, mára elpusztult középkori temető sírkövei tanúskodtak. Andrija Zirdum kutatásai szerint az itteni Szent Rókus templom ugyancsak állt már a középkorban is. 1773-ban ide helyezték át a Banja Luka-i plébánia székhelyét.
A térség 1878-ig tartozott az Oszmán Birodalomhoz, ekkor a berlini kongresszus határozata alapján az Osztrák-Magyar Monarchia része lett. 1879-ben az első osztrák-magyar népszámlálás során a Banja Luka-i járáshoz tartozó településnek 29 háztartása és 273 római katolikus lakosa volt. 1910-ben a Kotor Varoš-i járáshoz tartozó településen 48 háztartást 412 római katolikus és 3 ortodox lakost találtak. A monarchia szétesésével 1918-ban előbb a Szerb-Horvát-Szlovén Királyság, majd 1929-től a Jugoszláv Királyság része lett. 1921-ben 347 lakosa volt, akik közül 339 római katolikus horvát, 6 ortodox szerb és 2 görög katolikus volt. Az 1929-es törvény értelmében, amikor Bosznia-Hercegovinát négy banovinára, Drinskára, Vrbaskára, Zetskára és Primorskára osztották, a település a Vrbaska banovina része lett, amelynek székhelye Banja Luka volt. Jugoszlávia megszállása után a Független Horvát Állam (NDH) része lett. A második világháború után 1992-ig a szocialista Jugoszlávia részeként a Bosznia-Hercegovinai Népköztársasághoz tartozott. A lakosság jelentős része Nyugat-Európa országaiban is dolgozott. A boszniai háború idején 1992-ben a szerb félkatonai alakulatok elűzték a horvát lakosságot. A szerb támadásoknak két helyi horvát lakos esett áldozatul. A boszniai háborút lezáró daytoni békeszerződést követő területfelosztásnál Kotor-Varoš község részeként a Szerb Köztársaság területéhez került.

## Nevezetességei
- Szent Rókus tiszteletére szentelt római katolikus temploma.[12]

- Svinjara – római település és középkori temető maradványai a Vrbanja mentén, ahol egy nagyobb területen római építőanyag, téglák és római pénzek kerültek elő. A Vrbanja természetes töltésén az itt menő út mentén a középkorban temető volt, benne stećak sírkövekkel, melyek az útépítés során semmisültek meg.[4]

## Híres emberek
- Itt született 1935. április 4-én Anto Slavko Kovačić boszniai horvát történész, teológus, bibliográfus.[13]